# Lohiella flaviclava
Lohiella flaviclava är en stekelart som först beskrevs av Howard 1894.  Lohiella flaviclava ingår i släktet Lohiella och familjen sköldlussteklar. Inga underarter finns listade i Catalogue of Life.